# Carlo Rainaldi

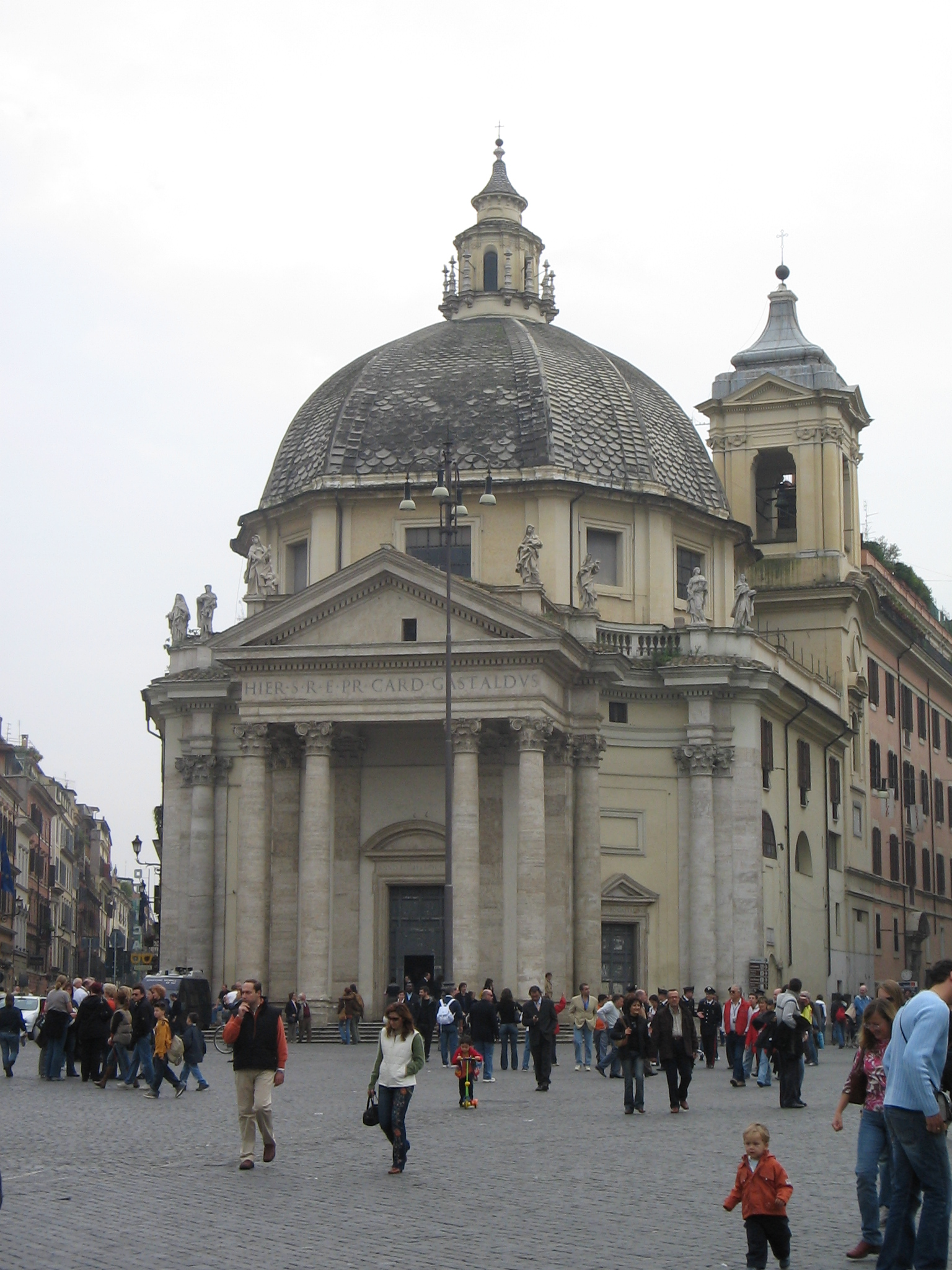
Igreja de Santa Maria dos Milagres, na Piazza del Popolo, Roma

Carlo Rainaldi (Roma, 4 de maio de 1611 – Roma, 8 de fevereiro de 1691) foi um arquitecto italiano, do período Barroco. 

## Arquitectura
Rainaldi foi um dos arquitectos mais atuantes na Roma do século XVII, conhecido por uma certa grandeza em seus desenhos. Trabalhou primeiro com seu pai, Girolamo Rainaldi, artista que introduziu  o estilo  maneirista na cidade. Após a morte deste, abraçou o estilo monumental do Barroco. 
Ganhou ascendência na corte quando o Papa Urbano VIII (da família Barberini) foi substituído  pelo mais austero Papa Inocêncio X (da família Pamphilj). Seus trabalhos incluem a fachada da igreja de Sant'Andrea della Valle (1661-1665), as igrejas gêmeas de Santa Maria dos Milagres e Santa Maria in Montesanto, e finalmente a igreja de Santa Maria in Campitelli, considerado seu melhor trabalho. Fracassou no entanto em completar a fachada da igreja de Sant'Agnese in Agone, onde trabalhou de 1653 até 1657.
Em paralelo a seu trabalho como arquitecto, Rainaldi também foi o encarregado da cenografia de eventos religiosos, como uma Quarant'ore na igreja de Il Gesú em 1650 e a cerimônia fúnebre para o rei Filipe IV de Espanha, em 1665.